# NGC 5742
NGC 5742 este o galaxie lenticulară situată în constelația Balanța. A fost descoperită în 12 iunie 1885 de către Francis Leavenworth. Se află la o distanță de 37,33 de megaparseci de Pământ.